# Street Fighter Alpha (film d'animation)
Street Fighter Alpha est un film d'animation sorti en 1999 et basé sur la série de jeux vidéo Street Fighter Alpha.

## Synopsis
Le film tourne autour du Satsui no Hado, le côté obscur du Hado. Ryu et Ken n'ont plus de maître, Gouken ayant été assassiné par son propre frère Gouki. C'est celui-ci qui essaie de faire basculer Ryu vers le côté obscur. Rose apparaît devant Ryu pour lui dire de grandir en puissance s'il veut pouvoir résister à ce pouvoir sombre. Alors qu'il se met en quête de lui-même, Shun, un mystérieux garçon apparaît et annonce qu'il est son petit frère. Ryu n'hésite pas à le croire, malgré la méfiance de son ami Ken. Plus tard, ils entendent parler d'un grand tournoi d'arts martiaux et décident de s'y rendre, à la suite des supplications de Shun. Mais l'issue de ce tournoi va se montrer plus tordue qu'on ne pouvait l'imaginer car Shun décidant d'y participer, Ryu l'accompagne avec Ken mais lors du combat de Shun, celui se faisant malmener par un combattant, Ryu entre dans une colère noire et se laisse emporter par le Satsui no Hado...

## Distribution
| Personnages principaux | Doublages,          | Doublages,        |
| Personnages principaux | Japonais            | Français          |
| ---------------------- | ------------------- | ----------------- |
| Ryu                    | Kane Kosugi         | Tony Joudrier     |
| Ken                    | Kazuya Ichijō       | Yann Pichon       |
| Chun-Li                | Yumi Tōma           | Céline Mauge      |
| Shun                   | Reiko Kiuchi        | Nathalie Bienaimé |
| Dr. Sadler             | Daiki Nakamura      | Jacques Albaret   |
| Rosanov                | Hisao Egawa         | Michel Blin       |
| Akuma                  | Tomomichi Nishimura | Michel Blin       |

| Personnages secondaires | Doublages,        | Doublages,        |
| Personnages secondaires | Japonais          | Français          |
| ----------------------- | ----------------- | ----------------- |
| Sakura Kasugano         | Chiaki Osawa      | Nathalie Bienaimé |
| Rose                    | Ai Orikasa        | Nathalie Bienaimé |
| Zangief                 | Hidenari Ugaki    | NC                |
| Adon                    | Wataru Takagi     | NC                |
| Vega                    | Kazuyuki Ishikawa | NC                |
| Birdie                  | Ryūzaburō Ōtomo   | NC                |
| Dan Hibiki              | Kazuyuki Ishikawa | NC                |
| Kei                     | Miki Nagasawa     | NC                |
| Sodom                   | Masao Fuda        | NC                |
| Wallace                 | Bin Shimada       | NC                |